# Сигнал Wow!

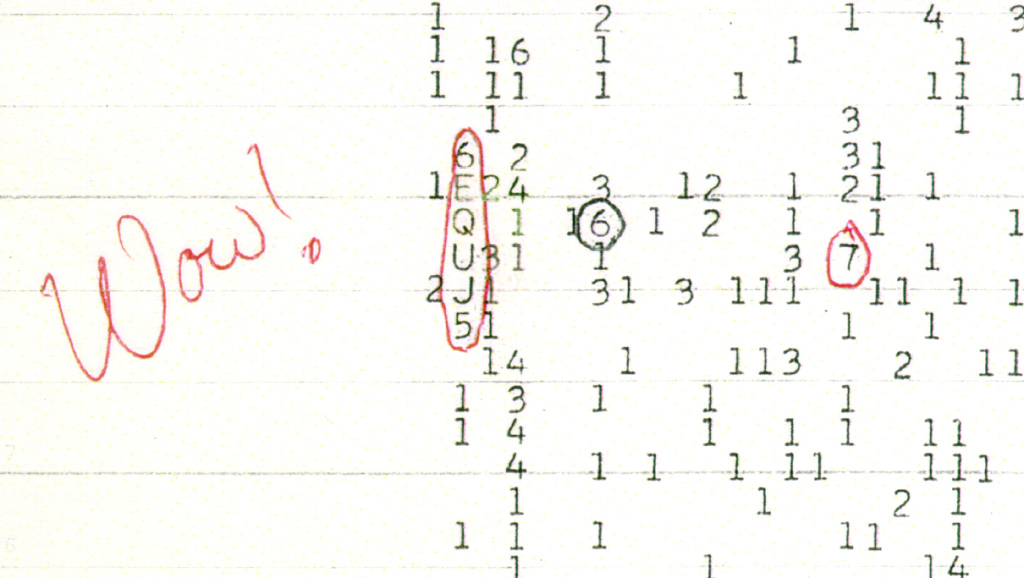
Фотографія роздруківки даних з позначкою «Wow!» (укр. «Вау!»)

Сигнал «Wow!» (укр. «Вау!») — потужний вузькосмуговий космічний радіосигнал, зареєстрований 15 серпня 1977 року радіотелескопом «Велике вухо» Університету штату Огайо в США під час спеціалізованого пошуку сигналів позаземних цивілізацій. Сигнал надходив із сузір'я Стрільця та мав ознаки позаземного походження.
Астроном Джеррі Еман виявив сигнал за кілька днів після його реєстрації, переглядаючи записані радіотелескопом дані. Він був настільки вражений результатом, що обвів на комп'ютерній роздруківці показання інтенсивності сигналу «6EQUJ5» і написав коментар «Вау!» (англ. Wow!) поруч із ним, що й дало сигналу його широковживану назву.
Сигнал тривав протягом всіх 72 секунд, поки «Велике вухо» спостерігало його, однак після цього жодних повторень сигналу не було виявлено, незважаючи на численні спроби Емана та інших дослідників. Було висунуто кілька гіпотез про джерело випромінювання, включаючи природні та антропогенні джерела, але жодна з них не змогла пояснити всіх особливостей сигналу.

## Контекст
У статті 1959 року фізики Корнельського університету Філіп Моррісон і Джузеппе Кокконі припустили, що будь-яка позаземна цивілізація, яка намагається спілкуватися за допомогою радіосигналів, може робити це на частоті 1420 мегагерц (довжина хвилі 2 см), яка випромінюється нейтральним воднем, найпоширеніший елементом у Всесвіті, і тому, ймовірно, знайома усім технічно розвиненим цивілізаціям.
У 1973 році, після завершення Огайського огляду неба, Університет штату Огайо дав Радіообсерваторії університету штату Огайо (на прізвисько «Велике вухо») задачу з пошуку позаземного розуму, започаткувавши найдовшу програму такого пошуку в історії радіоастрономії, яка тривала з 1973 по 1995 рік. Радіотелескоп був розташований неподалік від Перкінської обсерваторії на кампусі Весліанського університету Огайо в Делавері, штат Огайо.
До 1977 року Еман працював у проєкті з пошуку позаземних сигналів як волонтер. Його робота включала ручний аналіз великої кількості даних, оброблених комп’ютером IBM 1130 і виданих на роздруківках. Під час ознайомлення з даними, зібраними 15 серпня о 22:16 місцевого часу (02:16 UTC), він помітив ряд значень інтенсивності та частоти сигналу, які здивували його та його колег. Пізніше подія була детально описана директором обсерваторії.

## Вимірювання сигналу

Графік залежності інтенсивності сигналу від часу.

Рядок 6EQUJ5, який іноді неправильно інтерпретують як повідомлення, закодоване в радіосигналі, насправді являє собою зміну інтенсивності сигналу з часом, виражену в системі вимірювання, прийнятій для цього конкретного експерименту. Сам сигнал виявився немодульованою неперервною хвилею, хоча будь-яка модуляція з періодом менше 10 секунд або довше 72 секунд не була б виявлена.

### Інтенсивність
Інтенсивність сигналу вимірювалася як співвідношення сигнал/шум. За інтенсивність шуму в кожній смузі частот приймалося усереднене значення за кілька попередніх хвилин. Сигнал знімався протягом 10 секунд, а потім оброблявся комп’ютером протягом 2 секунд. Результат для кожного частотного каналу виводився на роздруківці як один абетково-цифровий символ, який відображав середній сигнал за 10 секунд експозиції, виражений в одиницях шуму.
У цій шкалі пробіл позначав інтенсивність від 0 до 1, тобто між базовим рівнем та одним стандартним відхиленням від нього. Цифри від 1 до 9 позначали відповідні пронумеровані інтенсивності (від 1 до 9); інтенсивність 10 і вище позначалася літерою: «А» відповідала інтенсивності між 10 і 11, «В» — від 11 до 12 і так далі. Найвищим значенням сигналу "Wow!" було "U" (інтенсивність між 30 і 31), що на тридцять стандартних відхилень перевищує фоновий шум.

## Розшифровка роздруківки
Обведений код 6 EQUJ5 показує зміну інтенсивності прийнятого сигналу в часі. Пробіл на роздруківці означав інтенсивність від 0 до 0.999..; цифри 1-9 — інтенсивності з відповідних інтервалів від 1.000 до 9.999…; інтенсивності, починаючи з 10.0, кодувати літерами (так, 'A' означала інтенсивність від 10.0 до 10.999 …, 'B'- від 11.0 до 11.999 …, і т. д.). Буква 'U' (інтенсивність між 30.0 і 30.999 …) зустрілася лише одного разу за весь час роботи радіотелескопа. Інтенсивності в цьому випадку є безрозмірними відносинами «сигнал/шум»; за інтенсивність шуму в кожній смузі частот приймалося усереднене значення за кілька попередніх хвилин.
Ширина сигналу становила не більше 10 кГц (оскільки кожна колонка на роздруківці відповідала смузі в 10 кГц, а сигнал присутній тільки в одній-єдиній колонці). Різні методи визначення частоти сигналу дали два значення: 1420,356 МГц (J. D. Kraus) і 1420,456 МГц (J. R. Ehman), обидва в межах 50 кГц від частоти водневої лінії (1420,406 МГц, або 21 см)

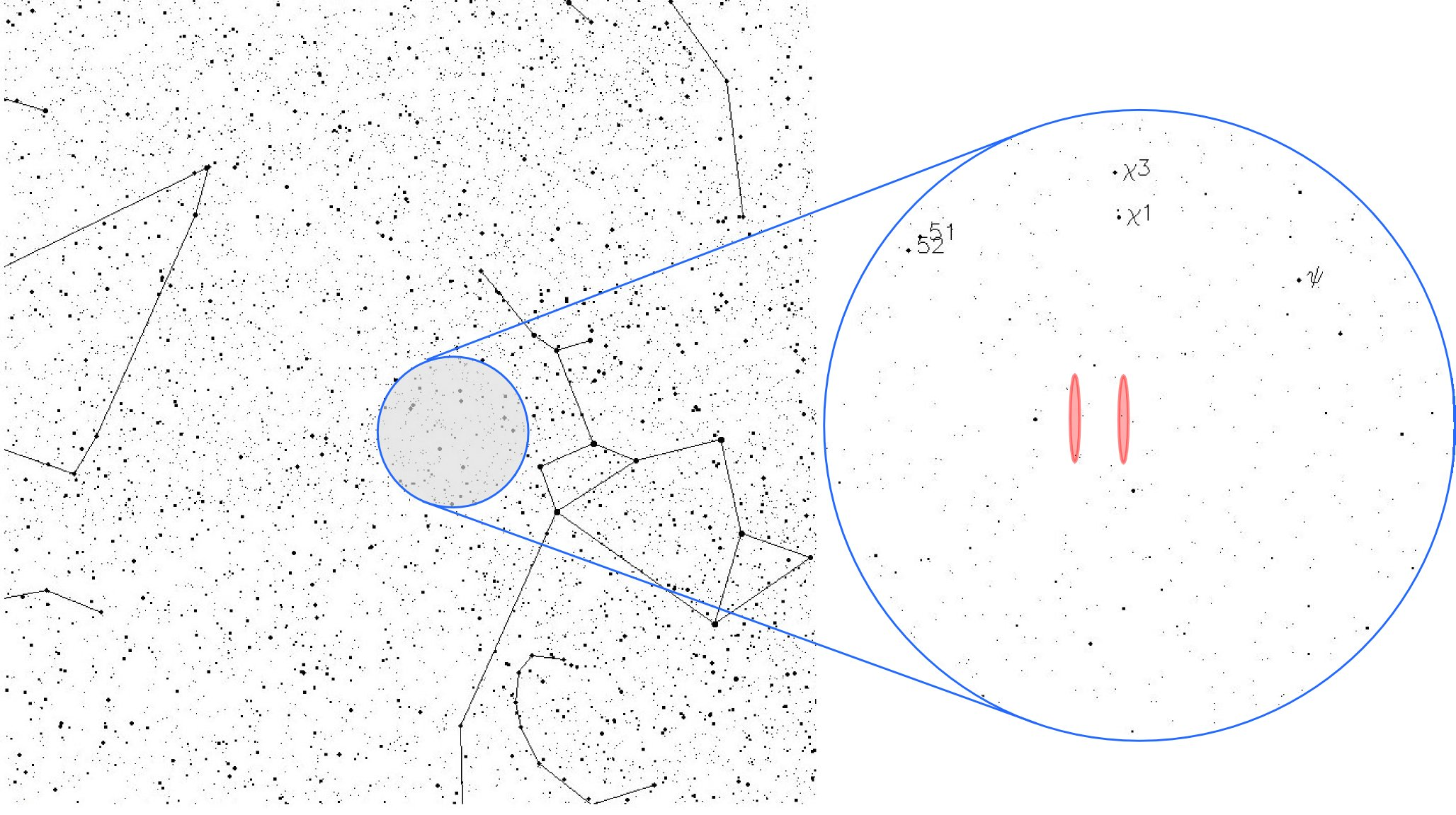
Можливі положення джерела сигналу в сузір'ї Стрільця, поблизу зоряної групи Хі Стрільця. Через особливості що використовувалася в експерименті апаратури джерело сигналу могло розташовуватися в будь-якій з виділених червоним областей; є також значна неточність по нахилу (вертикальна вісь на малюнку). Масштаб малюнка частково не дотриманий: для полегшення сприйняття малюнка червоні області зображені ширшими, ніж вони повинні були б бути.

## Положення джерела сигналу
Визначення точного місця розташування джерела сигналу на небі було ускладнене тою обставиною, що радіотелескоп «Велике Вухо» мав два опромінювачі, зорієнтовані в дещо різних напрямках. Сигнал було прийнято тільки одним з них, але обмеження способу обробки даних не дозволяють визначити, який саме опромінювач зафіксував сигнал. Таким чином, існують два можливих значення прямого сходження джерела сигналу:
- 19h22m22s ± 5s (позитивний опромінювач)
- 19h25m12s ± 5s (негативний опромінювач)

Схилення однозначно визначено в −27°03' ± 20' (значення представлені в епосі B1950.0).
При перекладі в епоху J2000.0 координати відповідають ПВ= 19h25m31s ± 10s чи 19h28m22s ± 10s, і схиленню −26°57' ± 20'
Ця область неба знаходиться в сузір'ї Стрільця, приблизно 2.5 градуси на південь від зоряної групи п'ятої величини Хі Стрільця.

## Час прийому сигналу
Радіотелескоп «Велике Вухо» не має рухомої приймальної антени і використовує обертання Землі для сканування неба. З урахуванням кутової швидкості цього обертання і обмеженої ширини зони прийому антени певна точка небосхилу може спостерігатися протягом усього лише 72 секунд. Таким чином, постійна по амплітуді позаземного сигналу повинна спостерігатися протягом 72 секунд, при цьому перші 36 секунд його інтенсивність повинна плавно наростати — поки телескоп не буде спрямований точно на його джерело — а потім ще 36 секунд так само плавно спадати, у міру того як обертання Землі веде прослуховується точку небесної сфери із зони прийому.
Таким чином, як тривалість сигналу «wow» (72 секунди), так і графік його інтенсивності за часом відповідають очікуваним характеристиками позаземного сигналу.

## Пошуки повторень сигналу
Очікувалося, що сигнал буде зареєстрований двічі — по разу кожним з опромінювачів — але цього не сталося. Подальший місяць Ейман намагався знову зареєструвати сигнал за допомогою «Великого Вуха», але безуспішно.
У 1987 і 1989 році Роберт Грей намагався виявити сигнал за допомогою масиву META в Окриджської обсерваторії, але безуспішно. У 1995—1996 роках Грей знов зайнявся пошуком за допомогою набагато чутливішого радіотелескопа Very Large Array.
Надалі Грей і доктор Симон Елінгсен шукали повторення сигналу в 1999 році, використовуючи 26-метровий радіотелескоп Hobart в Університеті Тасманії. Шість 14-годинних спостережень околиць передбачуваного джерела не виявили нічого схожого на повторення сигналу.

## Гіпотези походження сигналу
Як одне з можливих пояснень пропонується можливість випадкового посилення слабкого сигналу; однак, з одного боку це як і раніше не виключає можливості штучного походження такого сигналу, а з іншого боку, малоймовірно, що сигнал, слабкий настільки, щоб не бути виявленим надчутливим радіотелескопом Very Large Array, міг бути пійманий «Великим вухом» навіть після такого посилення. Інші припущення включають можливість обертання джерела випромінювання на зразок маяка, періодичну зміну частоти сигналу, або його однократність. Існує також версія, що сигнал був відправлений з інопланетного зорельоту, що переміщувався.
Ейман висловлював сумніви в тому, що сигнал має позаземне походження:

| Ми повинні були побачити його знову, пошукавши його п'ятдесят разів. Щось наводить на думку, що це був сигнал земного походження, який просто відбився від якого-небудь шматка космічного сміття .Оригінальний текст (англ.) We should have seen it again when we looked for it 50 times. Something suggests it was an Earth-sourced signal that simply got reflected off a piece of space debris. [17] |
Пізніше він частково відмовився від свого початкового скептицизму, коли подальші дослідження показали, що такий варіант украй маловірогідний, оскільки такий передбачений космічний «відбивач» повинен був відповідати низці абсолютно нереалістичних вимог. Крім того, частота 1420 МГц є зарезервованою, і не використовується ні в якій радіопередавальній апаратурі. У своїх останніх роботах, Ейман воліє не «робити далекосяжних висновків із вельми недалеких даних».